# Aria Resort & Casino
Aria Resort and Casino är både ett kasino och ett hotell som ligger utmed gatan The Strip i Paradise, Nevada i USA. Den ingår i byggnadskomplexet Citycenter. Aria ägs av ett samriskföretag mellan MGM Resorts International och Dubai Worlds Infinity World Development och där MGM Resorts International även driver den. Hotellet har totalt 4 004 hotellrum och 20 restauranger.
Den 10 november 2004 meddelade MGM Mirage (idag MGM Resorts International) att man skulle uppföra ett byggnadskomplex på 31 hektar och skulle innefatta sex skyskrapor och ett varuhus i komplexet. Den fick namnet Citycenter och byggdes mellan 2006 och 2009 till en totalkostnad på $9,2 miljarder. För Arias del så var man först ut och bygget inleddes den 12 april 2006 och invigdes den 16 december 2009.